# Jarosław Walczyk
Jarek Walczyk (właśc. Jarosław Wawrzyniec Walczyk) (ur. 19 lutego 1965 w Wejherowie) – polski szef kuchni, restaurator, prezes Fundacji Klubu Szefów Kuchni, doradca gastronomiczny dla branży HORECA, współtwórca i konsultant receptur dla branży spożywczej. Szef kuchni i współwłaściciel restauracji Pink Lobster w Warszawie.

## Życiorys
Ukończył Zespół Szkół Hotelarsko-Gastronomicznych w Gdyni, a kolejnym stopniem kształcenia było ukończenie szkoły morskiej dla kucharzy w Londynie.

## Kariera zawodowa
Karierę zawodową na lądzie rozpoczął w sopockim Grand Hotelu, natomiast wieloletnią karierę zawodową na morzu zaczynał na statku rybackim na Alasce. W tym czasie jego mentorem był szef kuchni na transatlantyku „Stefan Batory” Grzegorz Jóźwiak. Pracował jako kucharz na statkach pasażerskich, a w latach 1996–2002 pełnił funkcję Executive Chef największego armatora linii promowych – Stena Line. 
Po 15 latach pracy na morzu objął stanowisko dyrektora gastronomii Hotelu Nadmorskiego w Gdyni. Po kolejnych czterech latach przeniósł się do Zamku Książ, a od 2008 roku pracował jako dyrektor gastronomii Hotelu Hotton w Gdyni. Był szefem kuchni w warszawskiej restauracji Strefa, która otrzymała dwa symbole sztućców Michelin Guide – Main Cities of Europe 2016 i 2017, a także nagrodę Hermesa Poradnika Restauratora 2015 w kategorii restauracja z renomą.
Od 2016 roku pełni funkcję prezesa prestiżowej fundacji Klubu Szefów Kuchni, której był współzałożycielem i fundatorem w roku 2008.
Od 2017 roku szef kuchni i współwłaściciel warszawskiej fine diningowej restauracji Pink Lobster, która w 2019 roku znalazła się na liście „Poland 100 Best Restaurants 2019”.

## Media
26.09.2018 – był gościem Iwony Kurtyny współprowadzącej program „Onet Rano”
09.05.2018 – „Polskie Skarby Kulinarne”
W 2008 roku wystąpił gościnie u Karola Okrasy w programie „Kuchnia z Okrasą”

## Publikacje
Jest autorem licznych publikacji specjalistycznych, jak na przykład „Przepisy dla insulinoodpornych i z chorobami tarczycy by Jarek Walczyk”, „Aranżacja talerza” czy wiele innych. Jest prowadzącym cykl audycji „Klub Szefów Kuchni” w „Horeca Radio”. Jego felieton „Dzień, w którym nie zadziałały stabilizatory” został opublikowany w książce „Ugryźć świat” wydanej przez National Geographic w 2008 roku. Jego autorskie przepisy są regularnie publikowane na stronach kulinarnych.

## Uzyskane tytuły i osiągnięcia zawodowe
- Członek Rady Programowej programu odpowiedzialności społecznej „Szef dla Młodych Talentów”[17]
- Współzałożyciel i fundator, a od 2016 roku również prezes Fundacji Klubu Szefów Kuchni[7]
- Laureat głównej nagrody konkursu „Poland 100 Best Restaurants Awards 2013” w kategorii „Kreowanie dawnych przepisów w nowej odsłonie”[18][8]
- Laureat głównej nagrody konkursu „Poland 100 Best Restaurants Awards 2014” w kategorii „Krzewienie Sztuki Kulinarnej”[3]
- Laureat nagrody Hermes 2015 „Poradnika Restauratora”[8][3]
- Osobowość Kulinarna „Poland 100 Best Restaurants 2016”[5][3]
- Head Chef Akademii Bocuse d’Or Poland[19][4]
- W 2015 roku odebrał nagrodę „Poland 100 Best Restaurants Awards”  dla Szefa Kuchni Roku oraz dla Najlepszej Restauracji („Strefa” w Warszawie), w której był wtedy szefem kuchni[20][3]
- Jest ambasadorem: sera Bursztyn (Spomlek), Ambasador 92, TZ Kruszwica
- Pink Lobster w Warszawie otrzymała trzy sztućce plus i tytuł Szef Kuchni 2018 – region centralny. Grand Prix MT Targi Polska S.A. w 2019 r.[8]

## Uczestnik wydarzeń kulinarnych
- Juror konkursu „Zielone Czapki Bonduelle 2002”[21]
- Wraz z KSK w latach 2017–2018 uczestniczył w WOŚP[22][23]
- Członek kapituły Jury Profesjonalnego w XI edycji konkursu Wine&Food Noble Night – 2018[24]
- Head Chef krajowych eliminacji międzynarodowego konkursu Bocuse d’Or Poland – 2018[19]
- Prelegent na targach Warsaw Food Expo 2017[25]
- Wraz z KSK jest organizatorem konkursu „Smart Cuisine – dania dietetyczne” – 2019[26]
- Wykładowca programu edukacyjnego „Profesjonalny Menedżer Restauracji” – 2019[2]
- Juror VII edycji konkursu „Kulinarny Rajd Mistrzów” – 2018[27]
- Sędzia (2017r) i przewodniczący jury (2019r) w elitarnym konkursie „Kulinarny Puchar Polski”[28][1][8]
- Wielokrotny juror kolejnych edycji konkursu kulinarnego L'Art de la cuisine Martell[3]